# عذم
العَذْم  (باللاتينية: Stipa) جنس نباتي يتبع الفصيلة النجيلية ويضم حوالي 300 نوع من الأعشاب المعمرة. تنتشر معظم أنواع العذم في المشرق العربي والمغرب العربي وحوض البحر الأبيض المتوسط وأوروبا والقوقاز.

## من أنواعهالواطنةفي الوطن العربي
- العذم الأسلي (باللاتينية: Stipa juncea) في المشرق العربي والمغرب العربي وحوض المتوسط
- العذم الأطلسي (باللاتينية: Stipa atlantica) في المغرب العربي
- العذم الجميل (باللاتينية: Stipa pulcherrima) في المغرب العربي ومعظم مناطق أوروبا
- العذم الجنوبي (باللاتينية: Stipa meridionalis) في المغرب العربي
- العذم خشن الغمد (باللاتينية: Stipa dasyvaginata) في المغرب العربي
- العذم صغير الأزهار (باللاتينية: Stipa parviflora) في المشرق العربي والمغرب العربي وحوض المتوسط
- العذم العربي (باللاتينية: Stipa arabica) في المشرق العربي
- العذم اللامع (باللاتينية: Stipa nitens) في المغرب العربي
- العذم اللحوي (باللاتينية: Stipa barbata) في المشرق العربي والمغرب العربي
- العذم المراكشي (باللاتينية: Stipa maroccana) في المغرب العربي
- عذم الصمعاء (باللاتينية: Stipa capensis) في المشرق العربي والمغرب العربي والجزيرة العربية ومصر وحوض المتوسط
- العذم الكاثورلي (باللاتينية: Stipa cazorlensis) في المشرق العربي والمغرب العربي وحوض المتوسط (نسبة إلى منطقة كاثورلا في إسبانيا)

## من أنواعه الأخرى
- العذم الأخضر أو الإبري (باللاتينية: Stipa viridula)
- العذم البافاري (باللاتينية: Stipa bavarica)
- العذم البايكالي (باللاتينية: Stipa baicalensis)
- العذم الحلفائي (باللاتينية: Stipa tenacissima)، وهو يستخدم في الأشغال اليدوية والورق، انظر أيضا حلفاء (نبات).
- العذم الريشي (باللاتينية: Stipa pennata)
- العذم الشعري (باللاتينية: Stipa capillata)
- العذم الشوفاني (باللاتينية: Stipa avenacea)
- العذم العملاق (باللاتينية: Stipa gigantea)
- العذم الغنمي (باللاتينية: Stipa balancae)
- العذم القصبي (باللاتينية: Stipa arundinacea)
- العذم الكبير (باللاتينية: Stipa grandis)
- العذم الكندي (باللاتينية: Stipa canadensis)
- العذم المكسيكي (باللاتينية: Stipa mexicana)
- العذم المكنسي (باللاتينية: Stipa spartea)